# Vítul
Vítul o Vitul (en llatí Vitulus) era un cognomen que usaven les gens Mamília i Vocònia. Podria ser una variant d'Italus igual que Turrinus era una variant de Tyrrhenus. No obstant els antic consideraven el nom equivalent a "vedell" que és l'etimologia més probable.
Alguns personatges destacats amb aquest cognom van ser:
- Luci Mamili Vítul o Luci Mamili Vitul, cònsol el 265 aC
- Quint Mamili Vítul o Quint Mamili Vitul, cònsol el 262 aC
- Gai Mamili Vítul o Gai Mamili Vitul, pontífex màxim el 209 aC i pretor el 208 aC